# Randia hondensis
Randia hondensis là một loài thực vật có hoa trong họ Thiến thảo. Loài này được H.Karst. miêu tả khoa học đầu tiên năm 1959.